# Annerose Fiedler
Pour les articles homonymes, voir Fiedler.
Annerose Fiedler, née Krumpholz le 5 septembre 1951 à Lützensömmern (Thuringe), est une athlète est-allemande spécialiste du 100 m haies.
Ses plus grands succès sont ses titres de vice-championne d'Europe en 1974 et le titre européen en salle en 1974.
Aux Jeux olympiques d'été de 1972 à Munich, elle se classait septième et terminait sixième des championnats d'Europe en 1978.
Annerose Fiedler faisait s'entraînait au SC Turbine Erfurt. En compétition, son poids était de 55 kg pour 1,64 m.

## Palmarès

### Jeux olympiques d'été
- Jeux olympiques d'été de 1972 à Munich ( Allemagne de l'Ouest)
  - 7e sur 100 m haies

### Championnats d'Europe d'athlétisme
- Championnats d'Europe d'athlétisme de 1974 à Rome ( Italie)
  -  Médaille d'argent sur 100 m haies
- Championnats d'Europe d'athlétisme de 1978 à Prague ( Tchécoslovaquie)
  - 6e sur 100 m haies

### Championnats d'Europe d'athlétisme en salle
- Championnats d'Europe d'athlétisme en salle de 1974 à Göteborg ( Suède)
  -  Médaille d'or sur 60 m haies
- Championnats d'Europe d'athlétisme en salle de 1975 à Katowice ( Pologne)
  - 4e sur 60 m haies

## Sources
- (de) Cet article est partiellement ou en totalité issu de l’article de Wikipédia en allemand intitulé « Annerose Fiedler » (voir la liste des auteurs).